# Edmund Gosse

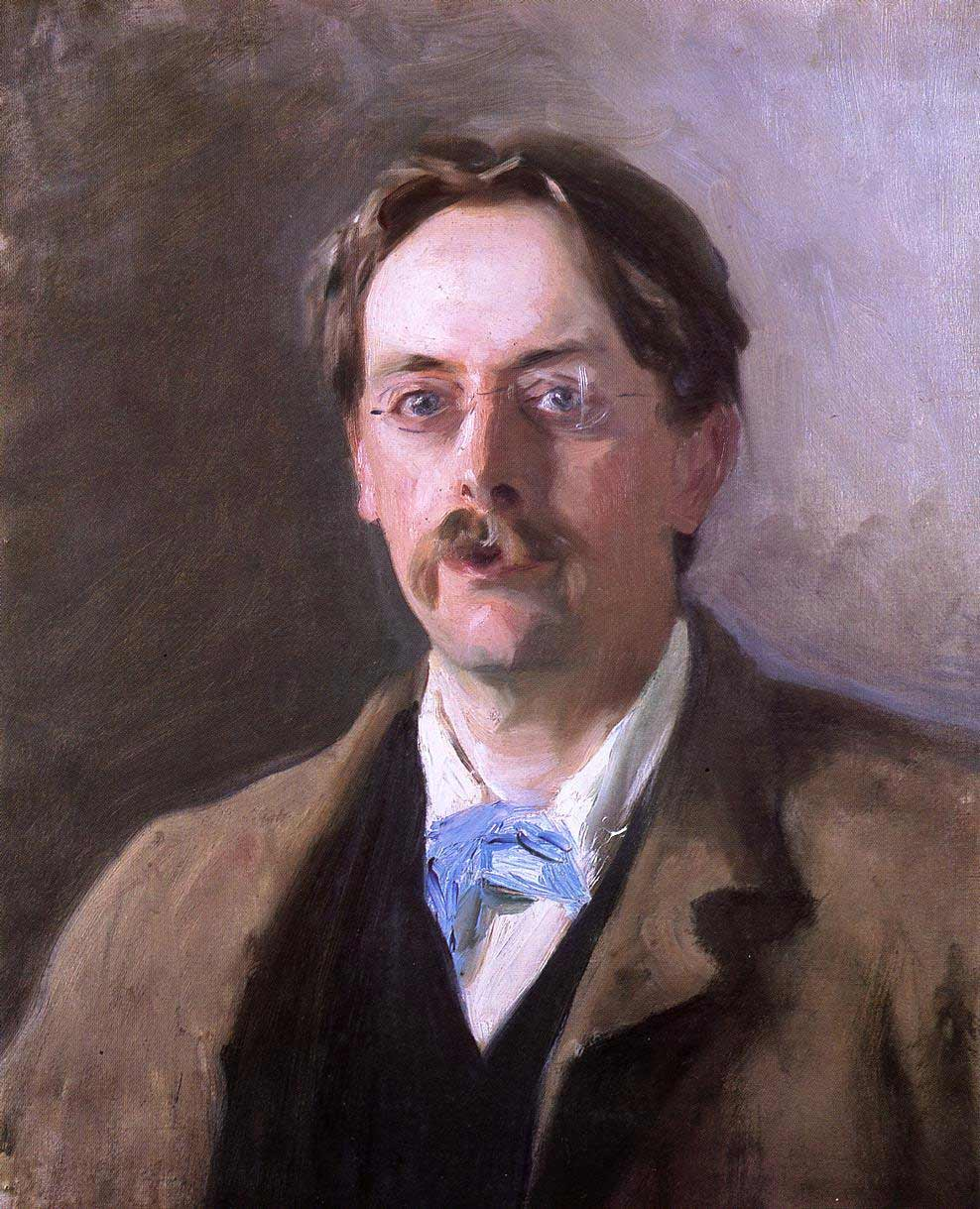
Edmund Gosse, porträtterad av John Singer Sargent (1886)

Edmund William Gosse, född den 21 september 1849, död den 16 maj 1928, var en engelsk författare, son till Philip Henry Gosse.
Gosse blev 1867 amanuens i British Museum, 1875 translator i Board of Trade och 1904 överhusets bibliotekarie. Han utgav åtskilliga poetiska arbeten, som visar honom som en lärjunge till Matthew Arnold, diktsamlingarna Madrigals, songs and sonnets (1870) och On viol and flute (1873), dramerna King Erik (1876) och The unknown lover (1878), New poems (1879), Firdusi in exile and other poems (1885) med flera dikter, som samlats i Collected poems (1896). 
Gosse verkade från och med 1880-talet väsentligen som litteraturkritiker och litteraturhistoriker. I bokform offentliggjorde han Studies in the literature of northern Europe (1879; 2:a upplagan 1883), Gray (1882), Seventeenth century studies (1883), From Shakspeare to Pope (1885), Life of William Congreve (1888), The literature of the eighteenth century (1889), The jacobean poets (1894) och Short history of modern english literature (1897; ny upplaga 1905).
Därtill kom Life and letters of John Donne (2 band, 1899), Life of Jeremy Taylor (1903), band 3 och 4 av den av Richard Garnett utgivna English literature, an illustrated record (samma år), French profiles (1905) och Thomas Browne (samma år) samt ett par arbeten i konsthistoria (Cecil Lawson, 1883, British portrait painters and engravers of the eighteenth century, 1905). Gosse lämnade även bidrag till Cornhill Magazine, Athenæum, Academy med flera tidskrifter.
Gosse utgav vidare bland annat Henrik Ibsen (1908), Two visits to Denmark (1911), Portraits and studies (1912), Collected essays (5 band, 1913), Inter arma (1916), The life of A. Ch. Swinburne (1917), Three french moralists (1918), Diversions of a man of letters (1919), Malherbe and the classical reaction in the seventeenth century (1920), Books on the table (1921; ny samling 1923), Aspects and impressions (1922) och den märkliga Father and son (1907), en skildring av Gosses ungdom och förhållandet till den puritanske fadern. År 1923 blev Gosse hedersdoktor vid Göteborgs högskola.
Gosse har översatt till engelska ett flertal av Erik Johan Stagnelius dikter.